# Tarenna pallidula
Tarenna pallidula är en måreväxtart som beskrevs av William Philip Hiern. Tarenna pallidula ingår i släktet Tarenna och familjen måreväxter. Inga underarter finns listade i Catalogue of Life.